# Feldahorn
Der Feldahorn (Acer campestre), auch Maßholder, Maßeller oder Maserbaum genannt, ist eine Pflanzenart aus der Gattung der Ahorne (Acer) in der Familie der Seifenbaumgewächse (Sapindaceae). In deutschsprachigen botanischen Fachpublikationen wird auch die Bindestrichschreibweise Feld-Ahorn verwendet. Der volkstümliche Name Maßholder leitet sich von Holunder ab. Sowie mit unklarer Herkunft von Mhd. mazalter und Ahd. mazzaltra (mögl. zu Speise; unklar von Saft).
Der Feldahorn war der Baum des Jahres 2015 in Deutschland.

## Beschreibung

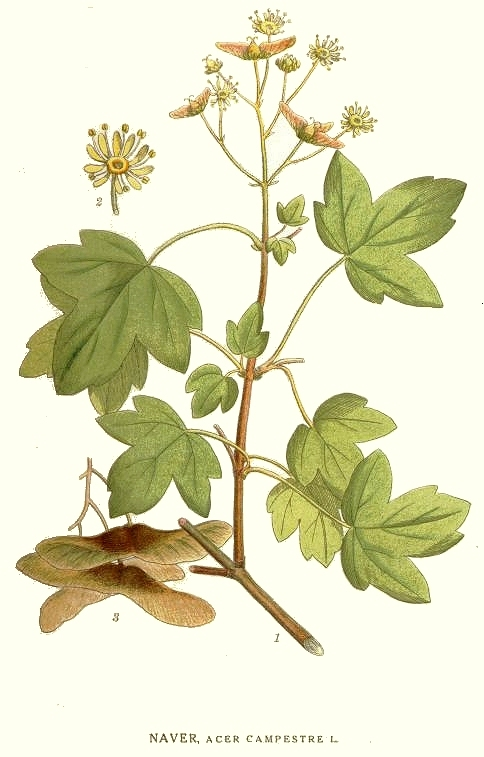
Illustration aus Carl Axel Magnus Lindman: Bilder ur Nordens Flora

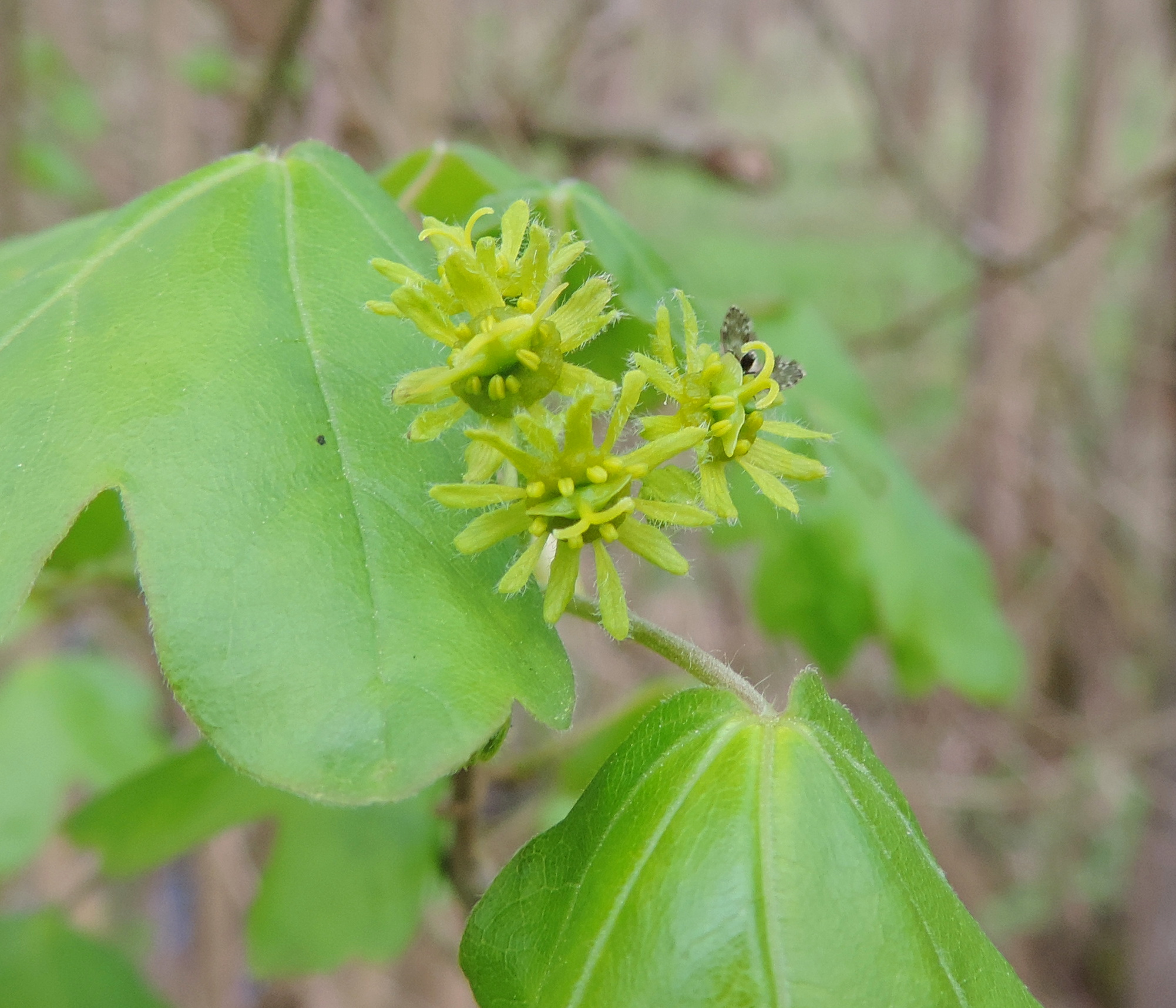
Weibliche Blüten

### Vegetative Merkmale
Der Feldahorn wächst meistens als sommergrüner Strauch und ist nur unter günstigen Bedingungen als Baum 2. Ordnung mit Wuchshöhen von 20 Metern anzutreffen; in Einzelfällen wird er aber auch höher als 30 Meter und kann einen Stammdurchmesser von über 1,3 Meter erreichen. Der Feldahorn kann 150 bis über 300 Jahre alt werden. Die Rinde ist braun-grau und netzrissig. Die jungen Zweige bilden manchmal Korkleisten, sie sind sehr schnittverträglich.
Die Winterknospen sind 2 bis 4 Millimeter groß und damit deutlich kleiner als beim Spitz- oder Bergahorn. Die Endknospen sind eiförmig mit gerundetem oder leicht zugespitztem oberen Ende und etwas größer als die Seitenknospen. Die Seitenknospen sind eiförmig mit gerundetem oder zugespitztem oberen Ende. Die Seitenknospen sind am Zweig anliegend, bei Langtrieben auch abstehend kreuzgegenständig angeordnet. Die Knospenschuppen sind rot-braun, meist mit einem schwarzen Streifen quer durch die Mitte und am oberen Ende fein behaart. Die Knospen sind leicht behaart.
Die gegenständig an den Zweigen angeordneten Laubblätter sind in Blattstiel und -spreite gegliedert. Der Blattstiel ist 2 bis 7 Zentimeter lang. Die gelappte bis gespaltene, herzförmige, ganzrandige Blattspreite ist drei- bis fünflappig, mit stumpfen bis rundspitzigen Blattlappen. Die Lappen sind ganz bis gelappt oder grob gezähnt. Sie ist 5 bis 8 Zentimeter lang, 5 bis 10 Zentimeter breit und zwischen den Blattlappen zu einem Drittel oder bis zur Hälfte eingeschnitten. Die Buchten zwischen den Lappen sind stets abgerundet. Die Blätter sind auf der Blattoberseite verkahlend, dunkelgrün und auf der Blattunterseite graugrün, fein behaart, mit deutlichen Achselbärten.

### Generative Merkmale
Der Feldahorn ist einhäusig getrenntgeschlechtig (monözisch). Dabei werden in der einzelnen Blüte zu einem frühen Entwicklungszeitpunkt zunächst beide Geschlechter angelegt (weiblich: Fruchtblätter, männlich: Staubblätter) und erst später differenziert sich das Geschlecht heraus. So kommen auf einem Pflanzenexemplar männliche und weibliche Blüten vor, meist sogar im selben Blütenstand. 10 bis 20 Blüten sind in einem aufrechten, endständigen und schirmrispigen Blütenstand angeordnet. Der Blütenstiel ist 10 bis 15 Millimeter lang.
Die funktionell eingeschlechtigen, gestielten und grün-gelben Blüten sind radiärsymmetrisch und fünfzählig mit doppelter Blütenhülle. Der Kelch und die Krone sind fast gleichartig. Die Sepalen und Petalen sind lang bewimpert. Die acht Staubblätter sind so lang wie die Krone. Der abgeflachte Fruchtknoten ist oberständig und behaart bis kahl, der Griffel ist kahl und die Narbenäste grünlich. Es ist jeweils ein Diskus vorhanden. Bei den männlichen Blüten ist ein Pistillode und bei den weiblichen sind Staminodien mit Antheroden vorhanden.
Der Feldahorn bildet Spaltfrüchte in der Form zweiteiliger Flügelnüsse, wobei die einsamigen Teilfrüchte 2,5 bis 3 Zentimeter lang und 6 bis 10 Millimeter breit sind. Die beiden Flügel stehen fast waagrecht voneinander ab. Die beiden Nüsschen sind grau-filzig bis kahl.
Die Chromosomenzahl beträgt 2n = 26.

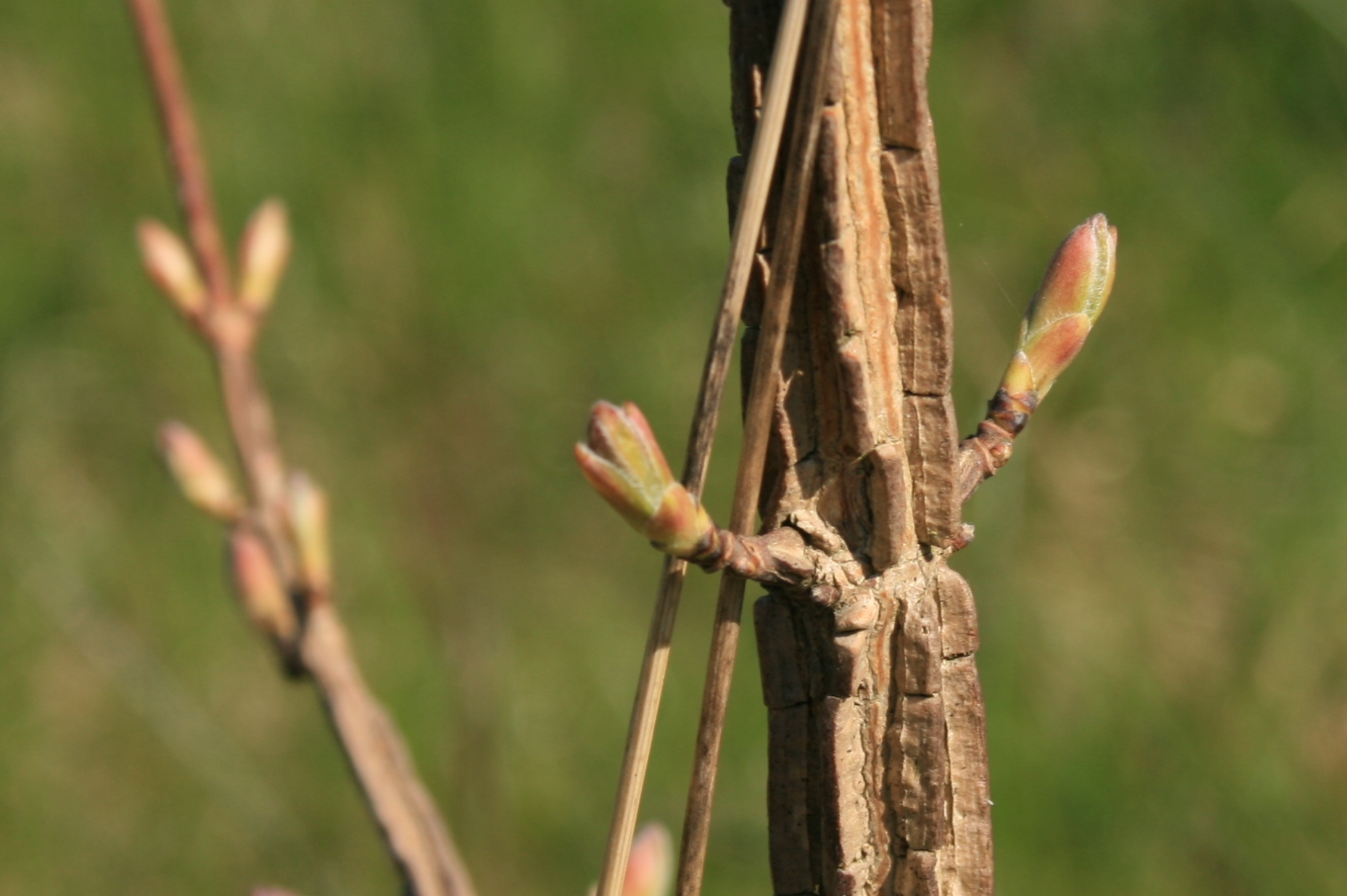
Junge Zweige mit Korkleisten
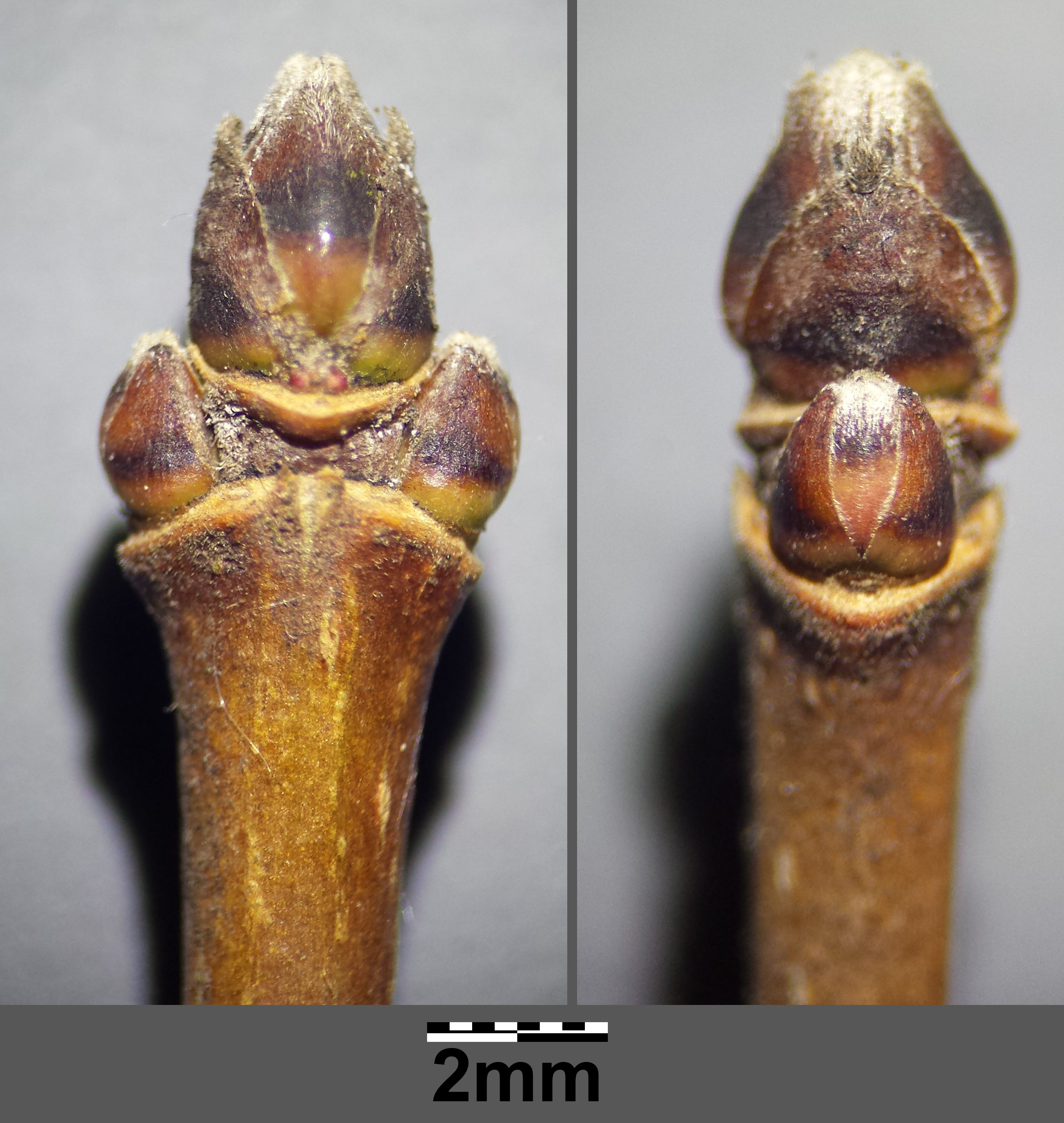
Endknospen
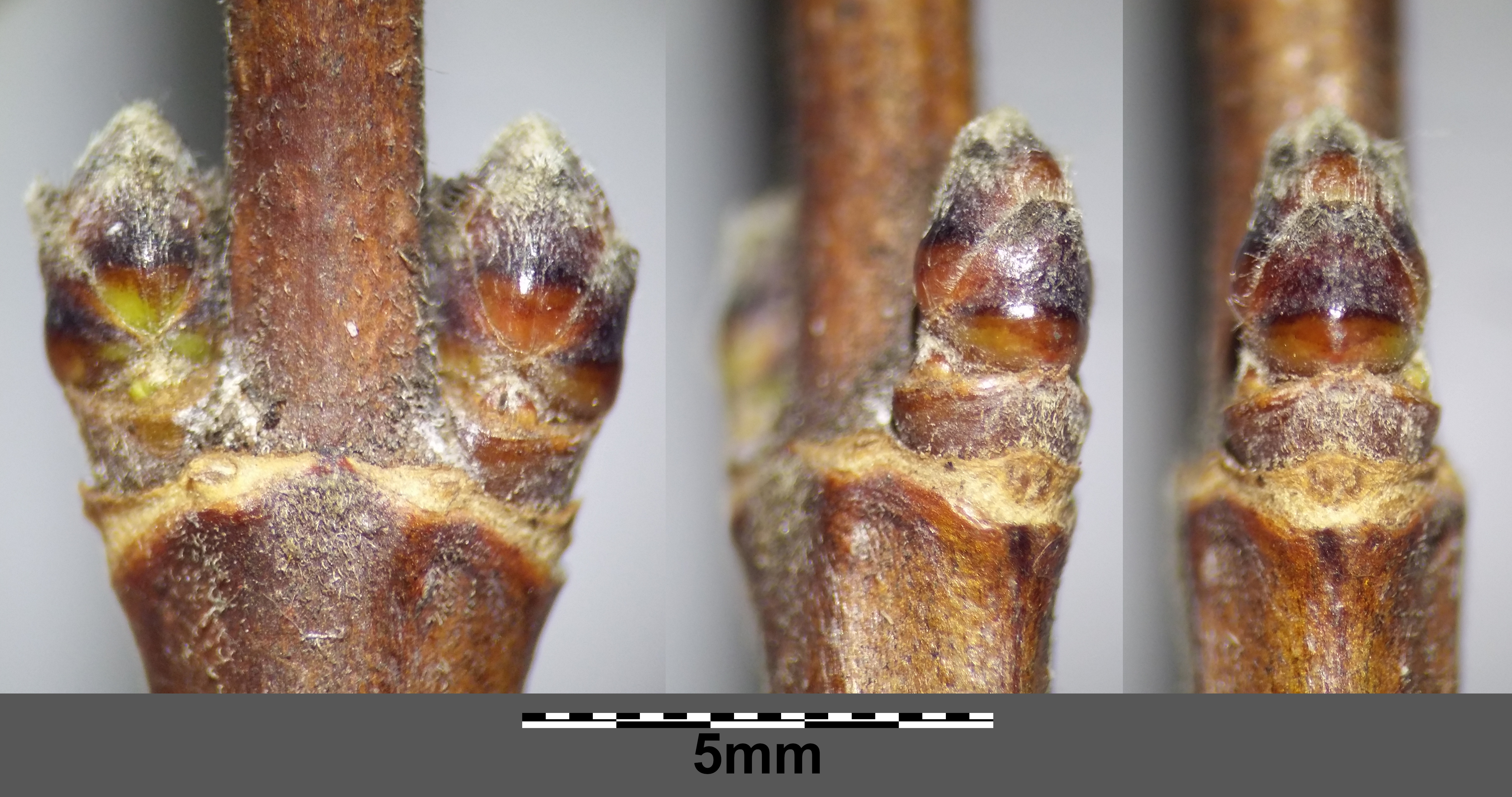
Seitenknospen
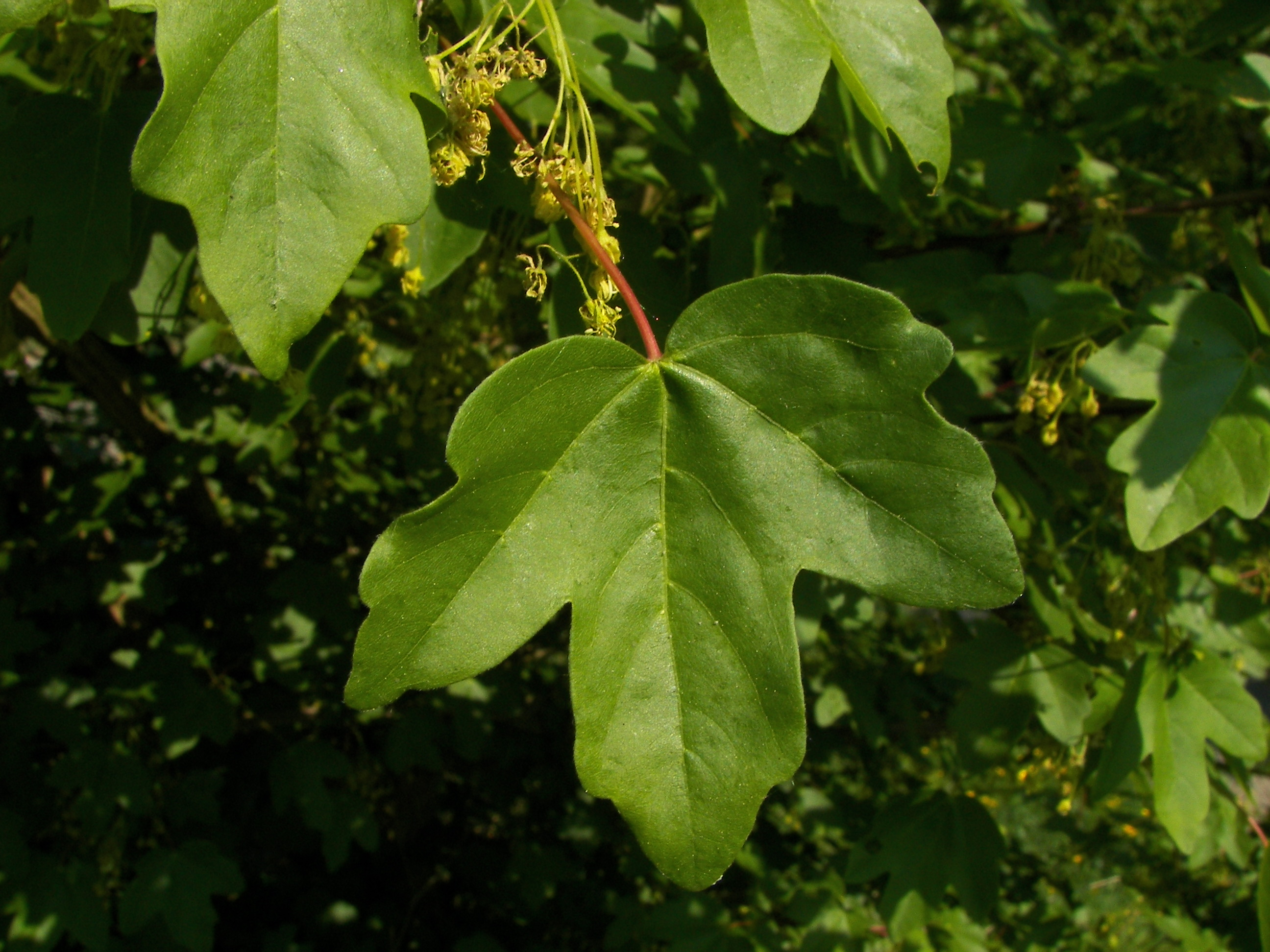
Blatt
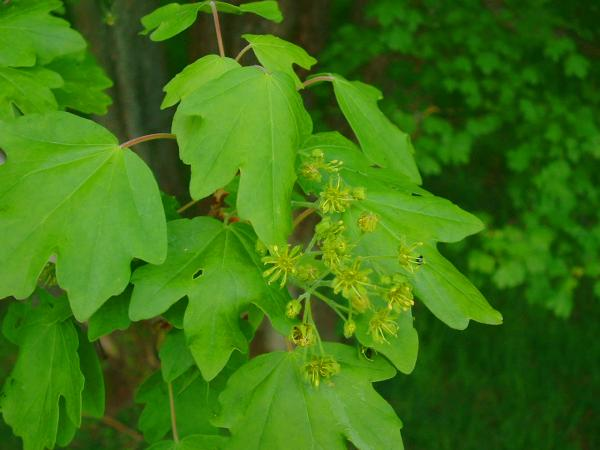
Laubblätter und Blütenstand
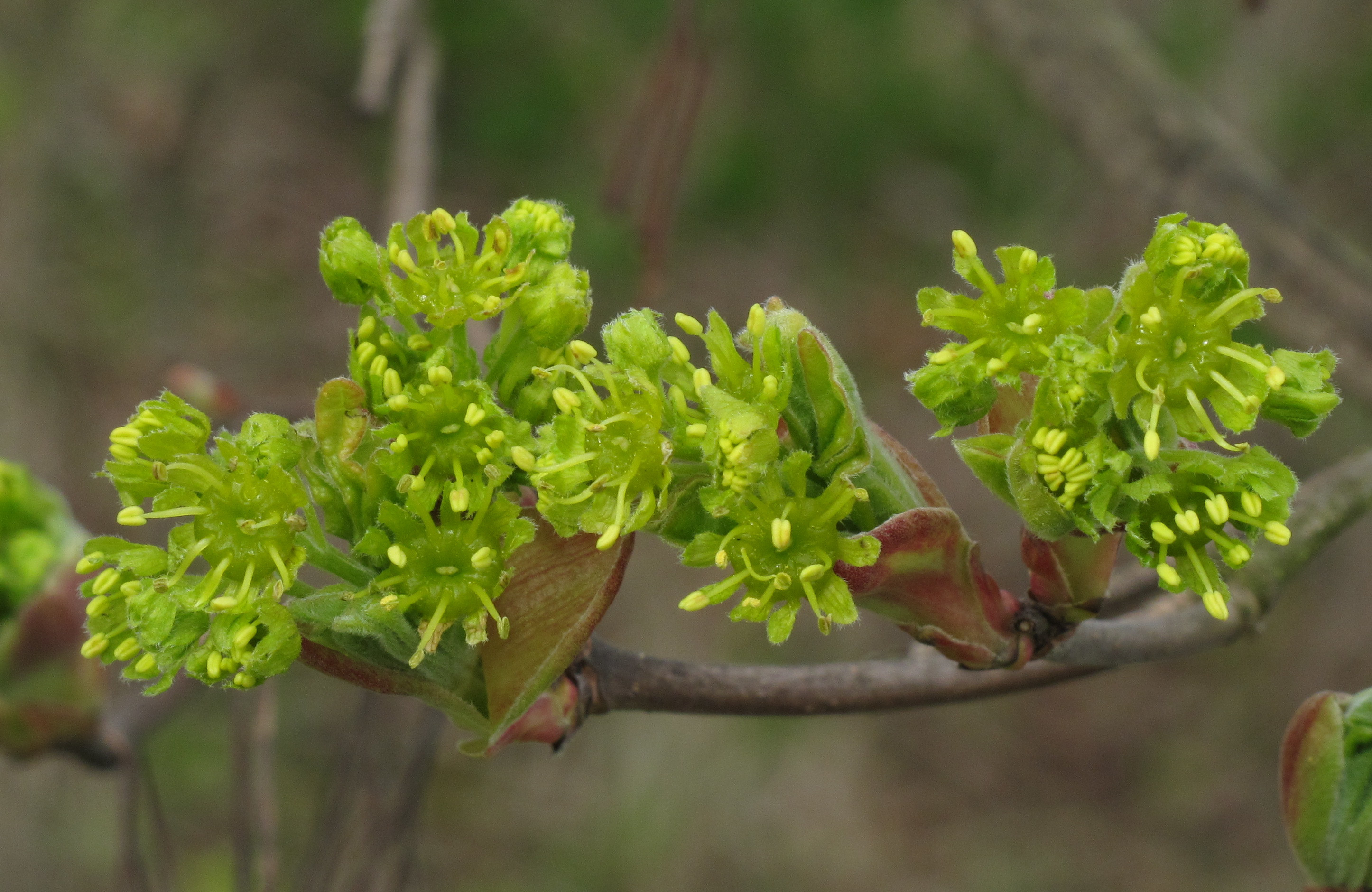
Männliche Blüten
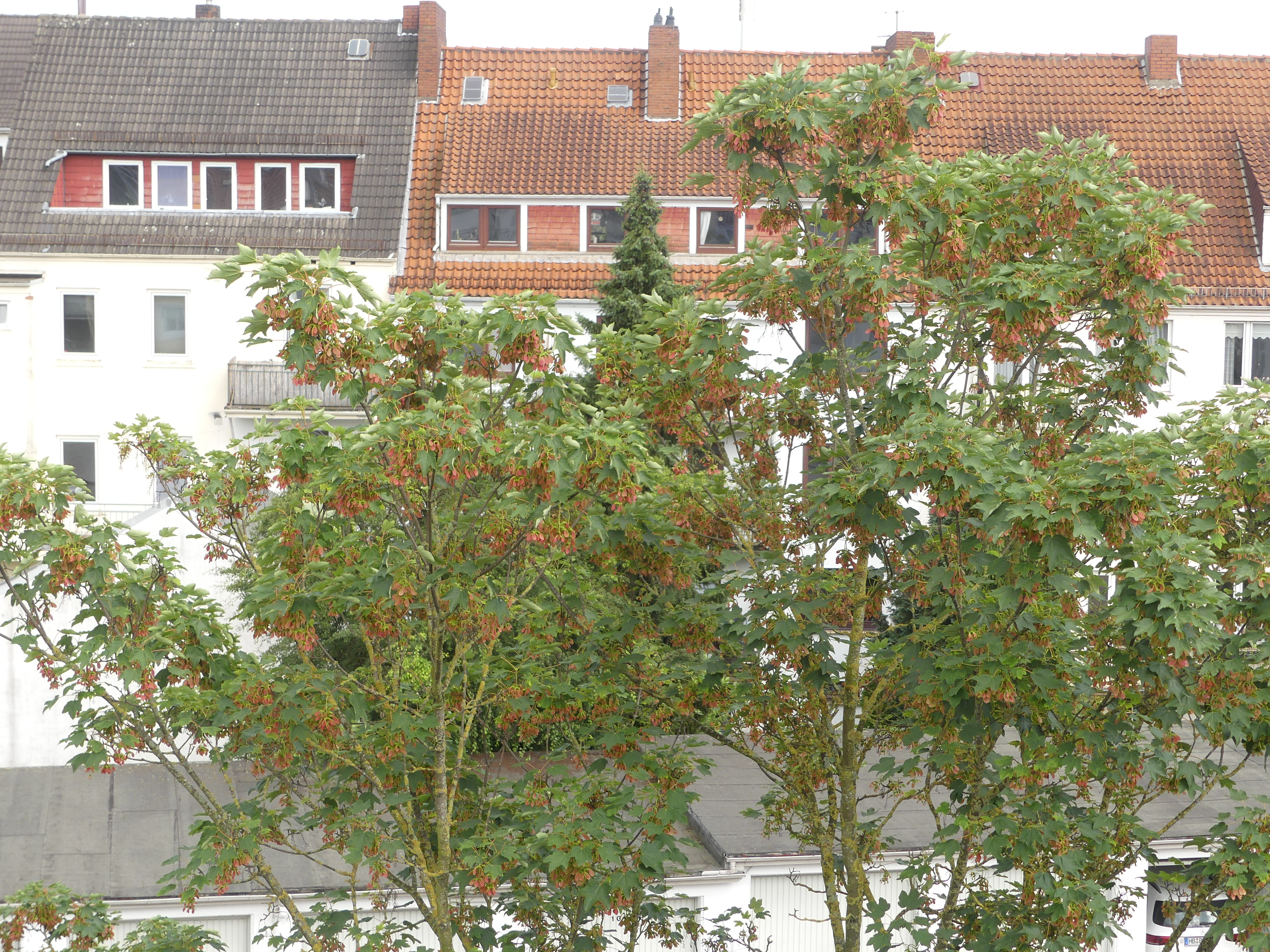
Je höher am Baum, desto röter die Blüten
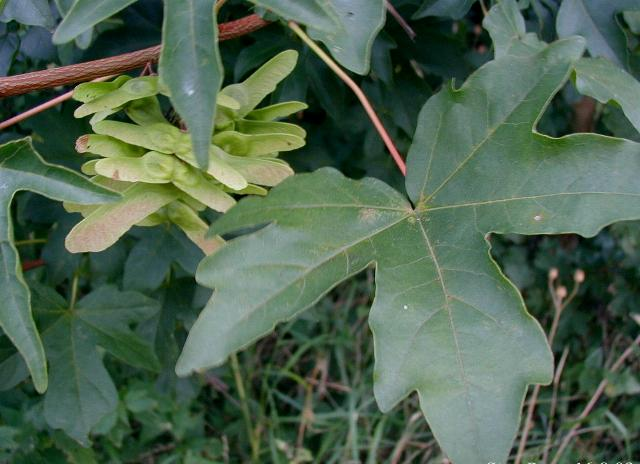
Laubblätter und Früchte
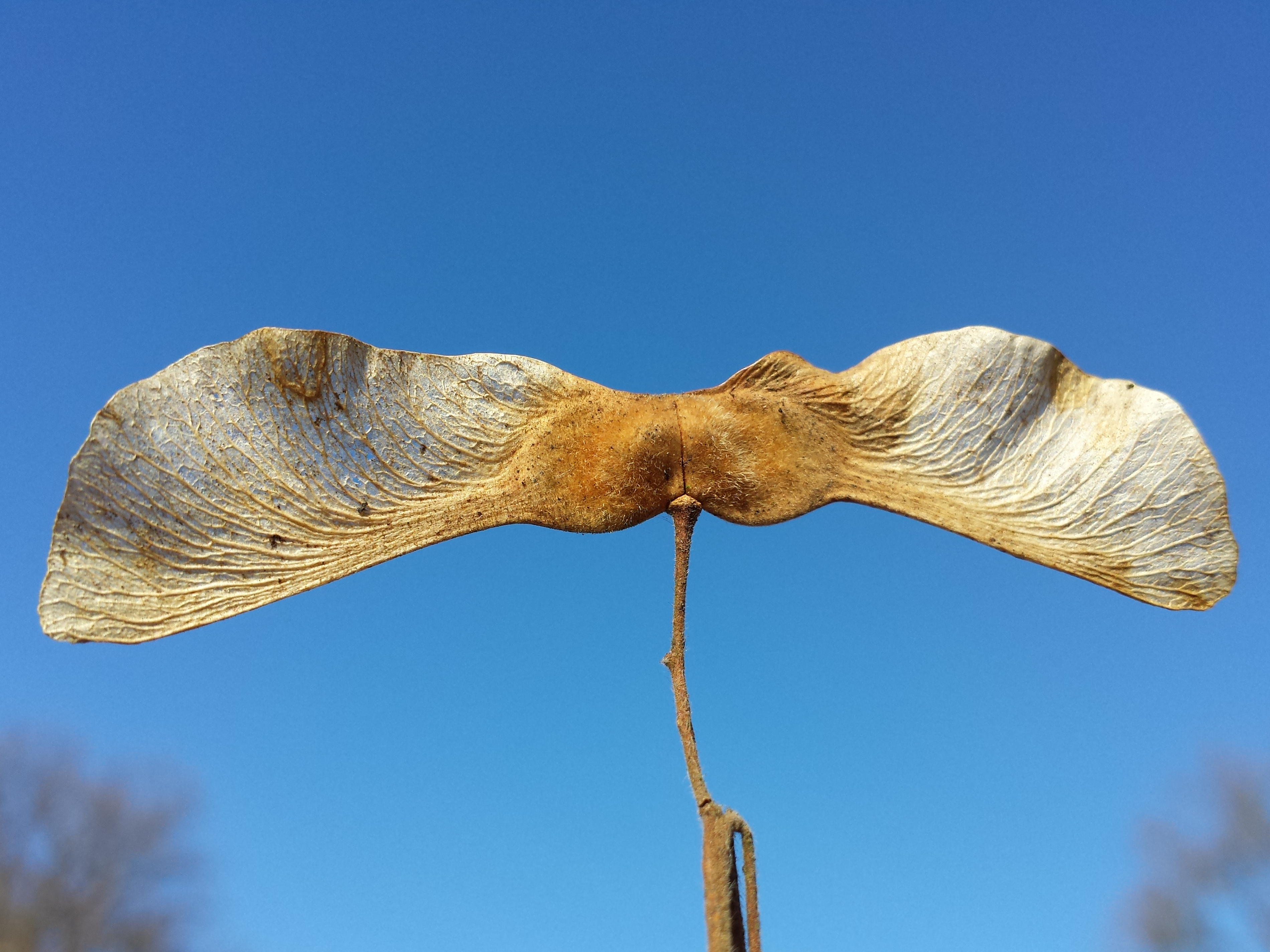
Frucht

## Ökologie und Phänologie
Der Feldahorn hat ein intensives Herzwurzelsystem, das insgesamt recht unempfindlich ist und nur auf stark sauren oder tonigen Böden nicht gut wächst. Die Blüten erscheinen mit den Laubblättern und die Blütezeit reicht von April bis Mai. Im Oktober färben sich die Laubblätter gelb bis goldgelb, bevor sie abfallen. Das Laub zersetzt sich gut.

### Autökologie
Der Feldahorn dient mehreren Schmetterlingsarten als Raupen-Futterpflanze. Darunter befinden sich auch die folgenden auf der Vorwarnliste stehenden bzw. mehr oder weniger gefährdeten Arten: Großer Sackträger (Canephora hirsuta), Gelber Ringelfleck-Gürtelpuppenspanner (Cyclophora albiocellaria), Ahorn-Gürtelpuppenspanner (Cyclophora annularia), Feldahorn-Blütenspanner (Eupithecia inturbata), Brauner Gebüsch-Lappenspanner (Trichopteryx polycommata), Bleich-Gelbeule (Xanthia sulphurago).
Ein enger Bezug zum Feldahorn besteht beim Gelben Ringelfleck-Gürtelpuppenspanner, dessen Raupen sich von den Blättern und beim Feldahorn-Blütenspanner, dessen Raupen sich von den Blüten des Feldahorns ernähren. Bei diesen Arten ist der Feldahorn die Haupt- bzw. einzige Nahrungsquelle für die Raupen.

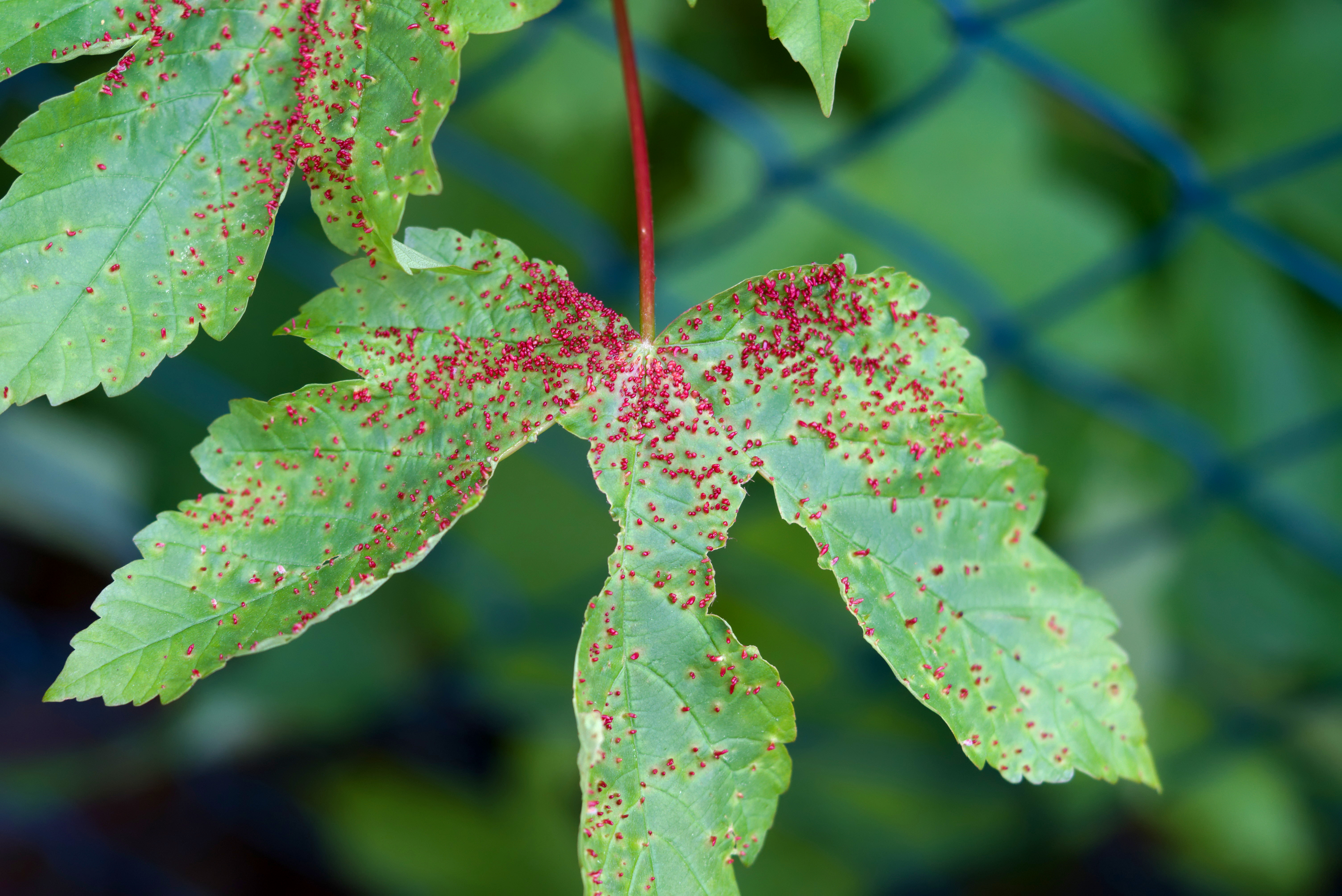
Von Gallmilben (Aceria aceriscampestris) befallenes Blatt

### Krankheiten und Schädlinge
Häufig findet man Pflanzengallen auf den Laubblättern, die von Gallmilben der Gattung Aceria verursacht werden. Dabei verursacht Aceria macrocheluserinea filzige, weiße oder braune, meist etwas eingesenkte Rasen aus Haaren, meist auf der Blattunterseite, Aceria macrochela gelbbraune bis rötliche, 2 bis 4 Millimeter große rundliche Gallen in Blattnervenwinkeln auf der Blattoberseite und Aceria aceriscampestris ebenfalls rundliche, bis 3 Millimeter große Gallen auf der Blattoberseite, die aber regellos über die Blattspreite verstreut sind. Auf der Blattspreite, seltener auch an jungen Trieben oder an Blütenanlagen findet man die kugeligen, kahlen, meist rötlich gefärbten Gallen der Gallwespe Pediaspis aceris. Die Blattspreite zeigt häufig schwarze, oft gelb gesäumte „Teerflecken“, verursacht durch den Ahorn-Runzelschorf (Rhytisma acerinum). In den Zweigen sitzen gelegentlich die aus weißem Gespinst bestehenden Raupennester des Goldafters (Euproctis chrysorrhoea). In den Blättern sind die Blattminen von Zwergminiermotten der Gattung Stigmella, besonders von Stigmella aceris nicht selten.

## Vorkommen

Verbreitung des Feldahorns
Natürliche Verbreitung× Isolierte Populationen
▲ Eingeführte und verwilderte Vorkommen (synanthropisch)

### Verbreitung
Der Feldahorn besitzt von allen Ahornarten das größte Verbreitungsgebiet, mit Schwerpunkt in den gemäßigten Gebieten der Nordhalbkugel. Es gibt Fundortangaben für Algerien, Tunesien, Spanien, Portugal, Frankreich, Korsika, Sardinien, Sizilien, Italien, die Schweiz, Liechtenstein, Österreich, Deutschland, Luxemburg, Belgien, Niederlande, Vereinigtes Königreich, Dänemark, Schweden, den europäischen Teil Russlands, Polen, Ungarn, die ehemalige Tschechoslowakei, das ehemalige Jugoslawien, Albanien, Bulgarien, Rumänien, Griechenland, Türkei, Iran, Ciskaukasien, Armenien, Aserbaidschan, Georgien, Dagestan, Moldawien, die Ukraine und die Krim. Fast überall in Europa (in Skandinavien nur die südlichsten Gebiete), Westasien und Nordwestafrika ist der wärmeliebende Baum zu finden, im Mittelmeerraum ist er auf die höheren Lagen beschränkt. In Mitteleuropa ist er von der Ebene bis ins Hügelland weit verbreitet, selten im Gebirge. In den Alpen erreicht er im Unterwallis Höhenlagen von 1500 Metern, im Kaukasus Höhenlagen von über 1800 Metern. Er wird wegen seiner geringen Wuchshöhe im Wald wenig angepflanzt, oft dagegen als Straßenbegleitgrün, in Parks und Gärten als freistehender Zierbaum oder als Hecke.
Im Auftrag der deutschen Bundesanstalt für Landwirtschaft und Ernährung (BLE) wurden im Rahmen des Projekts Erfassung und Dokumentation genetischer Ressourcen seltener Baumarten in Deutschland in den Jahren von 2010 bis 2013 die Vorkommen von zehn seltenen heimischen Baumarten in den deutschen Wäldern ermittelt. Vom Feldahorn wurden dabei in Deutschland rund 600.000 Bäume erfasst. Die meisten Feldahorne wachsen mit 400.000 Exemplaren in Bayern, gefolgt von Mecklenburg-Vorpommern mit 80.000 Exemplaren und Thüringen mit 70.000 Exemplaren.

### Standort, Vergesellschaftung und Nutzung
Der oft strauchig bleibende Feldahorn gedeiht meist auf nährstoffreichen, feuchten bis wechseltrockenen Böden und kommt in krautreichen Eichen-Hainbuchen-, Buchen- und Auenwäldern, an Rainen, Waldrändern und in Feldgehölzen vor. Begleitbegrünungen an Straßen, Windschutzstreifen in den großen Ebenen und Heckenbepflanzungen haben den Feldahorn als festen Bestandteil. Der Feldahorn verträgt Halbschatten. Niederwald- und Mittelwaldwirtschaftsformen nutzen die Ausschlagkraft des Feldahorns. Sein Laub wird in einigen Regionen für Viehfutter geschnitten (Schneitelwirtschaft).
Der Feldahorn wächst auf einer Vielzahl von Böden, kommt mit Stadtklima, Industriebelastung und leichter Streusalzbelastung zurecht. Daher wird er gern im Stadtbereich zur Begrünung verwendet. Er ist in Mitteleuropa eine Charakterart der Klasse Querco-Fagetea und kommt besonders in den Pflanzengesellschaften der Verbände Carpinion, Alno-Ulmion, Tilio-Acerion, Berberidion, des Unterverbands Cephalanthero-Fagenion und der Ordnung Quercetalia pubescentis vor.
Die ökologischen Zeigerwerte nach Landolt et al. 2010 sind in der Schweiz: Feuchtezahl F = 2+ (frisch), Lichtzahl L = 3 (halbschattig), Reaktionszahl R = 3 (schwach sauer bis neutral), Temperaturzahl T = 4 (kollin), Nährstoffzahl N = 3 (mäßig nährstoffarm bis mäßig nährstoffreich), Kontinentalitätszahl K = 3 (subozeanisch bis subkontinental).

## Systematik
Die Erstveröffentlichung von Acer campestre erfolgte 1753 durch Carl von Linné in Species Plantarum, Tomus II, S. 1055. Synonyme für Acer campestre L. sind: Acer affine Opiz, Acer austriacum Tratt., Acer bedoei Borbás, Acer collinum (DC.) Ten., Acer leiocarpon Opiz, Acer microcarpon Opiz, Acer molle Opiz, Acer campestre subsp. hebecarpum (DC.) Pax, Acer campestre var. leiocarpon Wallr. non Pax, Acer campestre subsp. leiocarpum Pax nom. illeg. non Wallr.
Innerhalb der Gattung Ahorne wird der Feldahorn in die Sektion Platanoidea Pax eingeordnet, zu der auch der ebenfalls in Mitteleuropa heimische Spitzahorn (Acer platanoides) und der Kolchische Ahorn (Acer cappadocicum), mit der im südlichen Italien vorkommenden Unterart des  Kalabrischen Ahorns (Acer cappadocicum subsp. lobelii), gehören. Die Monophylie der Sektion wurde in phylogenomischen Studien bestätigt.
Im Jahr 2014 stellte sich heraus, dass die Feldahorne der Kolchis im Südwesten von Georgien südlich des Kaukasus und der angrenzenden Region der Türkei nahe der Schwarzmeerküste eine genetisch abgrenzbare Klade ausbilden. Diese wurde als Kryptospezies Acer orthocampestre G.Grimm & Denk 2014 erstbeschrieben. Diese neue Art ist morphologisch nicht vom klassischen Feldahorn unterscheidbar.
Der Feldahorn (Acer campestre) bildet Hybride mit anderen Arten der Gattung Acer, z. B. den Hybrid Acer ×bornmuelleri Borb. = Acer campestre ×Acer monspessulanum mit dem Französischen Ahorn, der mit dem Feldahorn ein überlappendes Verbreitungsgebiet besitzt. Ein weiterer Hybrid ist Acer ×zoeschense Pax = Acer campestre × Acer cappadocicum subsp. lobelii, den der Feldahorn mit dem Kalabrischen Ahorn aus derselben Sektion Platanoidea Pax bildet. Der Zöschener Ahorn (Acer ×zoeschense) ist eine Gartenhybride mit dem Kolchischen Ahorn (Acer cappadocicum).

## Nutzung

### Holz
Mit einer mittleren Rohdichte (rN) von 0,72 g/cm³ verfügt der Feldahorn über ein schweres Holz mit hohen Elastizitäts- und Festigkeitswerten. Die Dichte seines Holzes ist damit höher als die von Berg- und Spitzahorn. Es schwindet nur mäßig und lässt sich sauber und leicht bearbeiten. Verwendet wird Feldahorn vornehmlich für Tischler-, Drechsler- und Schnitzarbeiten. Zu den weiteren typischen Verwendungsbereichen gehören Werkzeugstiele, insbesondere Axtstiele, Spielwaren sowie Haus- und Küchengeräte. Aus maserwüchsigen Stammabschnitten werden hochwertige Furniere für exklusive Möbel und Inneneinrichtungen gewonnen. Das Holz weist einen hohen Heizwert auf und eignet sich auch gut als Brennholz.
Die Witterungsbeständigkeit des Holzes ist allerdings recht gering. Es weist eine geringe Dauerhaftigkeit gegen Pilze auf. Er ist der Dauerhaftigkeitsklasse 5 zuzuordnen. Zudem ist er anfällig gegen holzzerstörende Käfer wie den Gekämmten Nagekäfer und den Gemeinen Nagekäfer.

### Medizin
Die medizinischen Wirkungen wurden untersucht. In der pflanzlichen Medizin verwendet man die Rinde als Aufguss äußerlich gegen gerötete Haut. Als Tee eingenommen soll sie adstringierend auf den Magen-Darm-Trakt wirken.

### Zierpflanze

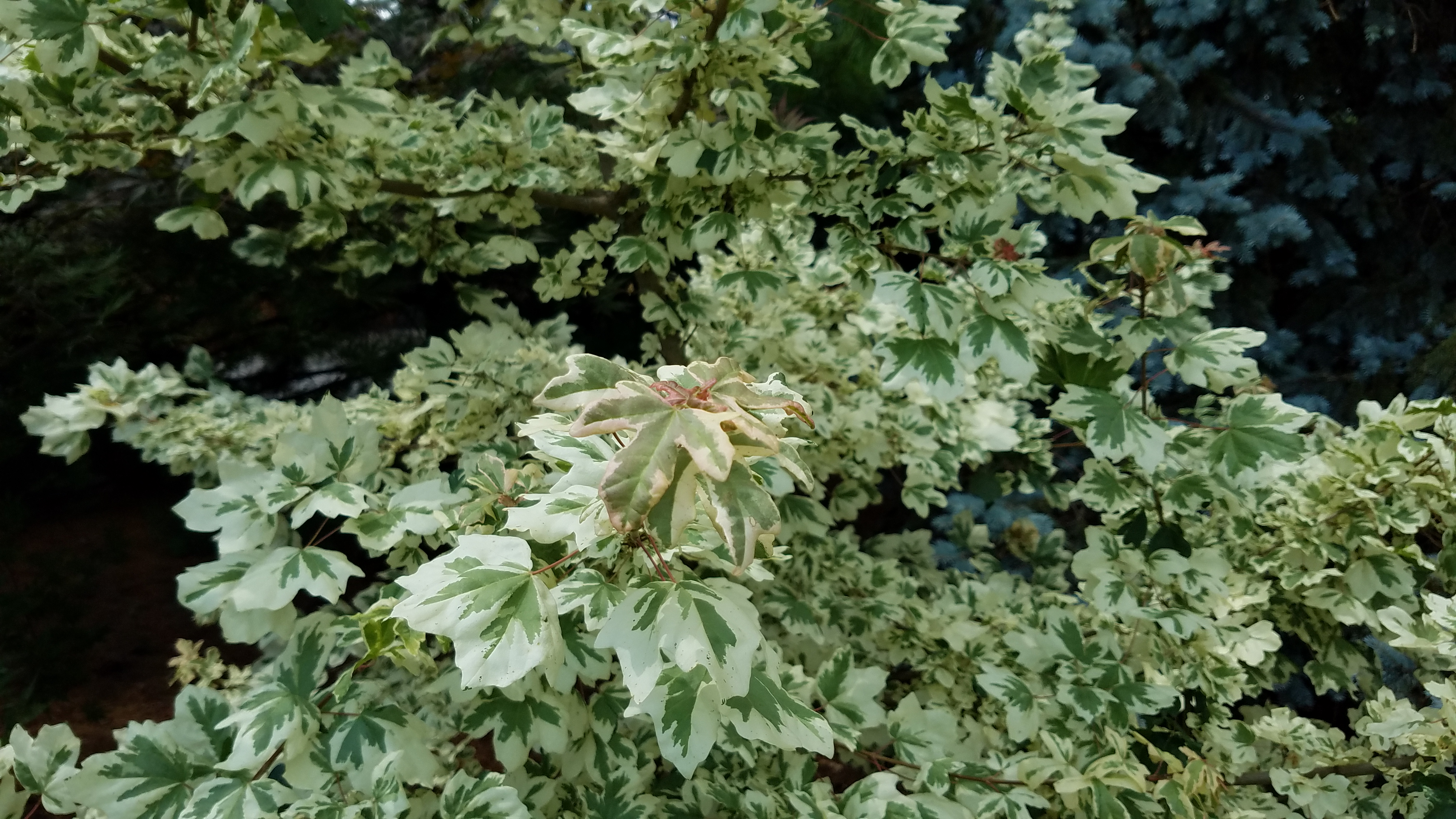
Panaschierte Sorte

Die Sorten werden als Straßenbegleitgrün, in Parks und Gärten als freistehender Zierbaum oder als Hecke verwendet.

#### Ausleseformen
- ‘Carnival’ – weiß panaschierte Blätter, im Austrieb sind die weißen Stellen rosa gefärbt.
- ‘Elsrijk’ (Kegel-Feldahorn)[29] – Mit kompakter, kegelförmiger Krone, weniger Mehltau-Befall und gut Trockenheit vertragend, Standard-Sorte für Pflanzung im städtischen Bereich. Der Baum wird 6 bis 12, ausnahmsweise bis 15 m hoch und 4 bis 6 m breit.
- ‘Huibers Elegant’,[29] mit regelmäßigem, aufrechtem Wuchs (günstig für das Lichtraumprofil im Straßenraum).
- ‘Nanum’ (Kugel-Feldahorn) (auch als compactum bekannt) – schwach und kugelförmig wachsend, meist als veredelter Hochstamm erhältlich.[30]
- ‘Postelense’ – diese 1896 in Schlesien gefundene Form ist nur gelegentlich in alten Parks zu finden. Ihre jungen Blätter (auch die des Johannistriebs) sind goldgelb und vergrünen im Laufe des Sommers zusehends. Der Wuchs ist schwächer als beim Typ. Die Krone ist rund und 10 m breit und hoch.[31]

Von der Gartenhybride Zöschener Ahorn (Acer ×zoeschense) gibt es beispielsweise die leicht rotlaubige Sorte ‘Annae’.

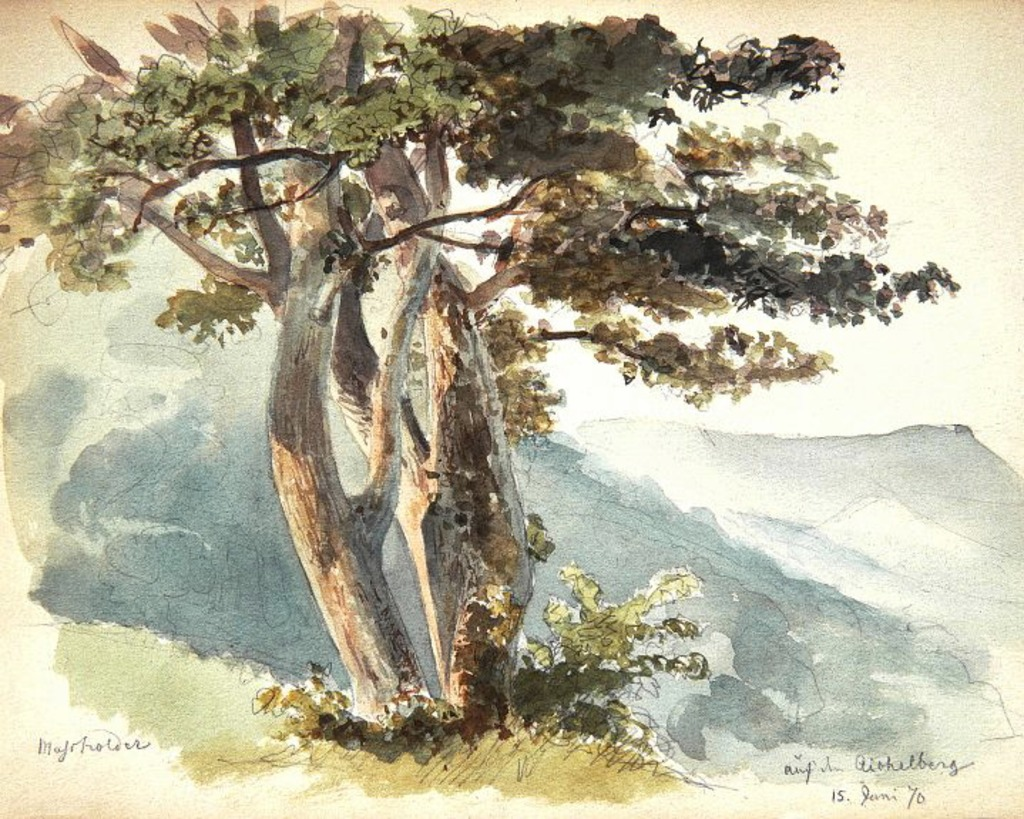
Ein Maßholder auf dem Aichelberg auf der Schwäbischen Alb, Aquarell von General Eduard von Kallee, 15. Juni 1870

### Verwendung als Nahrungsmittel
Der zuckerhaltige Saft wird verwendet.

## Volksnamen
Für den Feldahorn bestehen bzw. bestanden diverse, häufig nur regional gebräuchliche Volksnamen. So sind oder waren auch folgende Namen gebräuchlich: Aepeldäörn (Altmark), Aepeldurn (Mecklenburg), Aehre, Agerl, Agerlbaum, Agerlbinnebaum, Ahorn (Unterweser), Amerle, Anbaum, Anbinnebaum, Anbinnebaum, Angerbinbaum, Apeldäörn (Altmark, Mecklenburg), Apelder (mittelhochdeutsch), Apeldern (mittelhochdeutsch), Apeldören (Schwaben), Apeldorell, Apeller (mittelhochdeutsch), Aplern (Schwaben), Appeldören, Ascher (Oberengadin), Bergahorn, Bienenbaum, Binbaum, Bogenholz, Eipeltere (Göttingen), Engelköpfchen, Epaler, Eparle (Mecklenburg), Epelern, Epeller, Eperle, Eperln, Eppeltürn (Göttingen), Erle, Erlebaum, Erlebinnebaum, Essdorn, Feldahorn, Feldmasholder (Schwaben), Flader, Fladerbaum, Flaser, Flatter, Flederholz, Gelbaum (Rhein), Harbunken (Altmark), Hartholz (Eifel am Kellberg), Ihren (Eifel bei Bertrich), Klein-Rüster, Kreuzbaum (Schlesien), Laubbaum, Leinbaum (Schlesien), Maaslieben, Maasweller, Malzbaum (Siebenbürgen), Masalter (mittelhochdeutsch), Mascel, Maschholder, Mascolera, Maseller (Göttingen), Masernholz, Mashaldern (mittelhochdeutsch), Masholder (mittelhochdeutsch), Masholter (mittelhochdeutsch), Maslieten, Massalter (mittelhochdeutsch), Massaltir (mittelhochdeutsch), Masseller, Masseltrin (mittelhochdeutsch), Masserle, Massern, Massheller, Masshöldris (St. Gallen im Seebezirk), Massholder (Elsass, Eifel), Massholler (Mecklenburg), Massholtarbaum, Masshülsen, Massudorenbaum (mittelhochdeutsch), Maveller (Schwaben), Mavellern, Mazalter (mittelhochdeutsch), Mazolter (mittelhochdeutsch), Mazeldra (mittelhochdeutsch), Mazzelder (mittelhochdeutsch), Mazziltra (altdeutsch), Meltzbaum, Memerle, Mepeldorne (mittelniederdeutsch), Mepelterne (mittelniederdeutsch), Merle, Meschaller, Messalern, Messeller, Messheller (Henneberg), Messholder, Messhülsen, Meveller, Mewerle, Kleiner Milchahorn, Milchbaum (Schlesien), Peitschenholz, Pynnenbaum (mittelhochdeutsch), Rapelthän, Rappelthän (Schlesien), Rappelthain, Repenstiel (Graubünden), Reidbaum (mittelhochdeutsch), Rotrussel (Österreich), Russel (Österreich), Schmeile, Schreiberbaum, Schreiberholz, Schreiberlaub, Schwepstockholz, Schmerle, Smerle, Strauchahorn (Schlesien), Strauchflader (Schlesien), Tappeldorn, Wasseralben (österreich, Schwaben), Wasseralmen (Österreich), Wasserbaum (Österreich am Traun), Wassereiche (Bayern um Eichstätt), Wasserhülsen, Weißbaum, Weißeber, Weiseper, Weißepper, Weißfeger, Weißleber (Schwaben), Weißlöbern, Weißneben (Schwaben), Weißneper, Wittneben, Wittnebern.

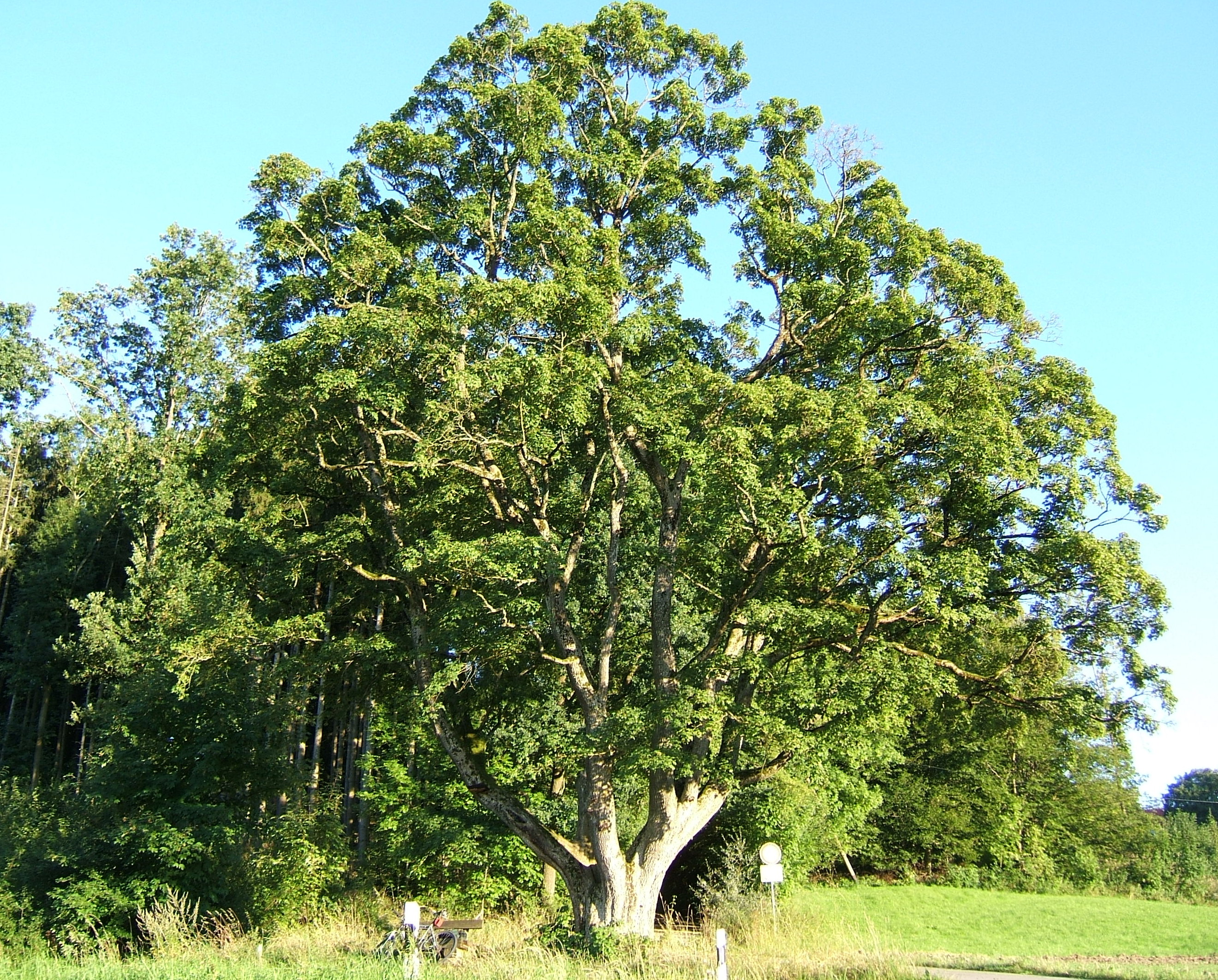
Feldahorn bei Haindlfing

## Bemerkenswerte Exemplare
- Feldahorn am Forstamt in Ebrach (Landkreis Bamberg): Einer der höchsten Feldahorne Europas mit einer Wuchshöhe von 28 Metern.
- Feldahorn bei Buckow (Märkische Schweiz): Der höchste Feldahorn in Brandenburg mit einer Wuchshöhe von 31,7 Metern.[33]
- Feldahorn bei Haindlfing (Landkreis Freising): An der Straße zwischen Haindlfing und Erlau steht einer der stärksten Feldahorne Deutschlands mit einem Stammumfang von 357 Zentimetern.